# Hapoel Hajfa
Hapoel Hajfa (hebr. מועדון כדורגל הפועל חיפה Moadon Kadouregel Hapoel Haifa) – izraelski klub piłkarski z siedzibą w Hajfie.

## Sukcesy

### Kraj
- I liga izraelska w piłce nożnej
  - mistrzostwo - 1998/99
- Puchar Izraela
  - zwycięstwo - 1964, 1966, 1974

## Europejskie puchary
Legenda do wszystkich tabel:
- Q – runda eliminacyjna, 1/16, 1/8, 1/4, 1/2 – odpowiednia faza rozgrywek, Grupa – runda grupowa, 1r gr – pierwsza runda grupowa, 2r gr – druga runda grupowa, F – finał, R – runda, PO – play-off
- k. – rzuty karne, los. – losowanie, Dogr. – dogrywka, w. – zasada bramek strzelonych na wyjeździe

| Sezon   | Rozgrywki        | Runda   | Klub               | Dom | Wyjazd | Ogólnie    |
| ------- | ---------------- | ------- | ------------------ | --- | ------ | ---------- |
| 1996    | Puchar Intertoto | Grupa 1 | Standard Liège     |     | 2–2    | 4. miejsce |
| 1996    | Puchar Intertoto | Grupa 1 | Aalborg BK         |     | 4–5    | 4. miejsce |
| 1996    | Puchar Intertoto | Grupa 1 | VfB Stuttgart      | 0–4 |        | 4. miejsce |
| 1996    | Puchar Intertoto | Grupa 1 | Cliftonville       | 1–1 |        | 4. miejsce |
| 1998    | Puchar Intertoto | 1R      | National Bukareszt | 1–2 | 1–3    | 2–5        |
| 1999/00 | Liga Mistrzów    | 2Q      | Beşiktaş JK        | 0–0 | 1–1    | 1–1, w.    |
| 1999/00 | Liga Mistrzów    | 3Q      | Valencia CF        | 0–2 | 0–2    | 0–4        |
| 1999/00 | Puchar UEFA      | 1R      | Club Brugge        | 3–1 | 2–4    | 5–5, w.    |
| 1999/00 | Puchar UEFA      | 2R      | AFC Ajax           | 0–3 | 1–0    | 1–3        |
| 2001    | Puchar Intertoto | 1R      | TVMK Tallinn       | 2–0 | 3–0    | 5–0        |
| 2001    | Puchar Intertoto | 2R      | Dynama Mińsk       | 0–1 | 0–2    | 0–3        |
| 2018/19 | Liga Europy      | 2Q      | FH                 | 1–1 | 1–0    | 2–1        |
| 2018/19 | Liga Europy      | 3Q      | Atalanta BC        | 1–4 | 0–2    | 1–6        |

## Informacje o stadionie
- Nazwa - Kiryat Eliezer Stadium
- Miasto - Hajfa
- Pojemność - 14,002
- Inauguracja - 1924